# Естансија (Њу Мексико)
Естансија (енгл. Estancia) град је у америчкој савезној држави Њу Мексико.

## Демографија
По попису из 2010. године број становника је 1.655, што је 71 (4,5%) становника више него 2000. године.
| Група             | 2000.       | 2010.       |
| Белци             | 570 (36,0%) | 708 (42,8%) |
| Афроамериканци    | 161 (10,2%) | 57 (3,4%)   |
| Азијати           | 1 (0,1%)    | 5 (0,3%)    |
| Хиспаноамериканци | 801 (50,6%) | 783 (47,3%) |
| Укупно            | 1.584       | 1.655       |